# Tàntal de l'Índia
El tàntal de l'Índia (Mycteria leucocephala) és un ocell camallarg de la família dels cicònids (Ciconiidae) que habita als aiguamolls, llacs i camps negats del subcontinent indi, al Pakistan, el Nepal, l'Índia, Bangladesh i Sri Lanka. També al sud-est de la Xina i discontínuament a Myanmar, Tailàndia i Indoxina. És un gran ocell que fa 93 – 102 cm d'alçada. Color general blanquinós, amb pell nua del cap de color taronja vermellós, i un gran bec groc. Una banda negra li travessa el pit. Les ales són negres amb una banda central blanca. Taca color salmó a la gropa.